# 范永昌
范永昌（16世紀—17世紀），字際明，東昌府堂邑縣人，明朝、南明軍事人物。

## 生平
范永昌樣貌英俊，涉獵涉書，擅長弓馬，在崇禎十年（1637年）成武進士，獲授宿州守備，抵禦蹂躪英山、霍山的流寇有功，陞為廖角都司，以討伐劉超功勞再陞為靈宿協副總兵、都督僉事。北京失陷時他曾加入劉孔和的義師，與知縣彭可謙多次合作出戰；其後被流言中傷，幾乎入獄，因此杜門教子，不再理會外事，獲士大夫推重。

## 引用
1. 1 2  錢海岳《南明史·卷三十九·列傳第十五》：寇至，（劉孔和）傾家起兵展白山，眾三千人，斬令霍甲，與范永昌、馬壯基、滕紹宗、李宗儀、黃扉佶、周篤昌、蘇成宇、韓忠一相應【，】北次滄州而北京亡……永昌，字際明，堂邑人。崇禎十年武進士。嫻弓馬，授宿州守備。力拒寇，遷廖角都司。以討劉超功，轉靈宿副總兵，晉都督僉事。國亡，以義師連，幾遇禍，杜門終。
2. ↑  光緒《堂邑縣志·卷十四·選舉下》：武進士 明范永昌，崇　丁丑科，詳人物
3. ↑  光緒《堂邑縣志·卷十六·人物中》：范永昌，字際明，以武進士官南直隸宿州營守備。魁顏邁、氣倜儻，軼群涉書，傳便弓馬。流寇躪英、霍間，宿為二陵門戶，永昌悉力捍禦，功績甚著；陞廖角營都司，以討判寇劉超等功陞靈宿協副將、都督僉事。國朝歸里遇寇亂，與知縣彭可謙叶力保障大小數十戰，賊不敢近。後中賊蜚語，幾罹法賴，口辨得解。杜門教子，不與戶外事，極為士大夫所推重。